# Chirosia pusillans
Chirosia pusillans är en tvåvingeart som först beskrevs av Huckett 1949.  Chirosia pusillans ingår i släktet Chirosia och familjen blomsterflugor. Inga underarter finns listade i Catalogue of Life.